# Abozzi (cognome)
Abozzi è un cognome di lingua sarda.

## Varianti
Abozi, Bozzi, Bozzo.

## Origine e diffusione
Cognome tipicamente sardo, è presente prevalentemente a Cagliari e nella Sardegna settentrionale.
Potrebbe derivare dal termine abbozzo, "forma provvisoria di un'opera". Si tratta di un cognome di origine italiana.

## Persone
- Giuseppe Abozzi – avvocato e politico italiano